# فرناندو نینو د گوئوارا
فرناندو نینو دِ گوئِوارا (به اسپانیایی: Fernando Niño de Guevara) کاردینال اسپانیایی، اسقف اعظم سِویل و بالاترین مقام دادگاه تفتیش عقاید در اسپانیا بود.